# Саксін Андрій Михайлович
Андрі́й Миха́йлович Са́ксін (4 квітня 1973 — 29 серпня 2014) — солдат Збройних сил України, учасник російсько-української війни.

## Короткий життєпис
Андрій Саксін народився 4 квітня 1973 року у селі Руда-Сілецька Кам'янка-Бузького району Львівської області.
В 1989—1991 р. навчався у Вищому професійному училищі № 71 м. Кам'янка-Бузька, здобув професію «Майстер сільського будівництва».
13 квітня 2014 року призваний до лав ЗСУ, був навідником 51-ї окремої механізованої бригади.
29 серпня подзвонив мамі і сказав, що він живий та здоровий. Загинув під час прориву з оточення під Іловайськом. Перебував в списках полонених.
Упізнаний за експертизою ДНК серед похованих на Кушугумському цвинтарі під Запоріжжям.
4 листопада 2015 року воїна перепоховали у селі Руда-Сілецька; люди проводжали в останню дорогу на колінах. Відспівували кілька священників. Цей день оголосили Днем жалоби у Кам'янка-Бузькому районі.
Без Андрія лишились мама та брат Михайло.

## Нагороди та вшанування
За особисту мужність і героїзм, виявлені у захисті державного суверенітету та територіальної цілісності України, вірність військовій присязі під час російсько-української війни, відзначений — нагороджений
- 2 вересня 2016 року — орденом «За мужність» III ступеня (посмертно)[1]
- Його портрет розміщений на меморіалі «Стіна пам'яті полеглих за Україну» у Києві: секція 3, ряд 4, місце 29
- Вшановується 29 серпня на щоденному ранковому церемоніалі вшанування українських захисників, які загинули цього дня у різні роки внаслідок російської збройної агресії[2]